# Okno tektoniczne

Okno tektoniczne – obszar na powierzchni ziemi, różnej wielkości i kształtu, na którym, w wyniku intensywnych procesów erozji, nastąpiło rozcięcie płaszczowiny i odsłonięcie utworów geologicznych stanowiących jej podłoże.
Zjawisko to występuje m.in. na terenie Karpat – np. w okolicach Mszany Dolnej, Wiśniowej, Żegociny czy Żywca (Kotlina Żywiecka).
Zobacz też: czapka tektoniczna